# Hans Fries
Hans (Johannes) Fries, né à Fribourg, vers 1465 et mort à Berne avant 1523, est un peintre suisse.

## Biographie

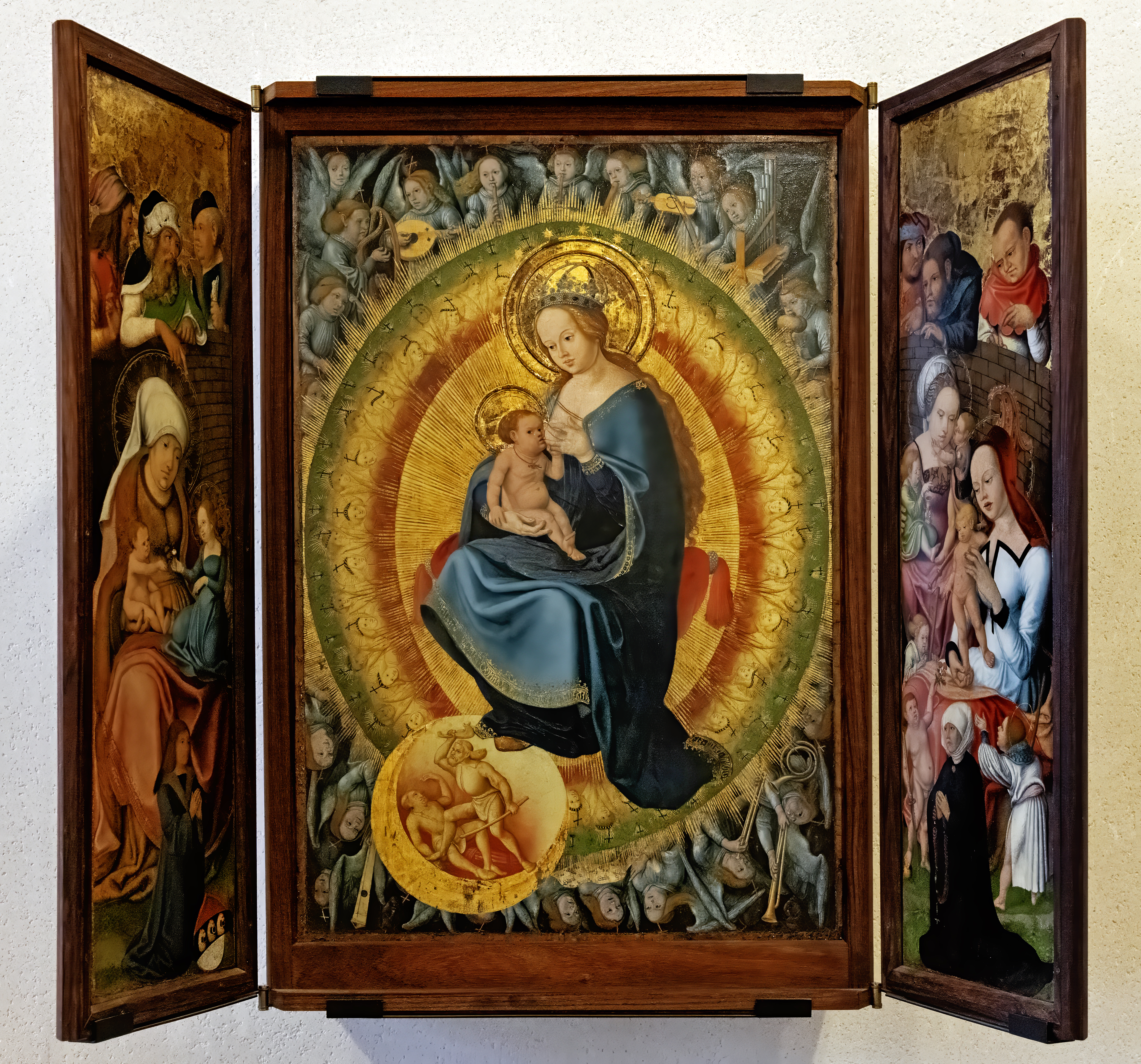
Triptyque de la descendance de Sainte Anne - Musée Correr Venise

Hans Fries, fils de boulanger, a commencé son apprentissage chez Heinrich Büchler dans sa cité natale et s'installe en 1487 à Bâle comme ouvrier qualifié, s'inscrivant à la Himmelszunft locale, la guilde des peintres (littéralement « guilde paradisiaque »). En 1499, il retourne à Fribourg, dont il est peintre officiel de 1501 à 1510, réalisant de nombreux retables. Vers 1512, il déménage à Berne, où il meurt, entre 1518 et 1523.
Au début, Hans Fries est influencé par la peinture flamande, puis par Bernhard Strigel, finalement  inspiré par Holbein l'Ancien, Michael Pacher et, après 1512, par Albrecht Dürer. 
L'œuvre de Hans Fries clôt la période gothique en Suisse pour s'ouvrir vers la Renaissance, avec un certain expressionnisme empreint souvent de pathétique. Il n'a pas eu d'élèves ou de disciples, mais il compte parmi les peintres majeurs de la Suisse septentrionale dans les premières années du XVIe siècle, avant l'arrivée de Niklaus Manuel à Bâle.